# Спорт и личность
«Спорт и личность» — серия спортивных биографических книг, выпускавшихся издательством «Молодая гвардия». До 1980 года к названию серии в книге добавлялся порядковый номер книги в серии, например, «Кн. 1».

## Список книг серии

### 1967 год
- Артамонова И.Г. Я учусь ходить по земле. — М.: Молодая гвардия, 1967. — 288 с. — 50 000 экз.
- Тарасов А.В. Совершеннолетние. — М.: Молодая гвардия, 1967.

### 1968 год
- Попенченко В.В. И вечно бой… — М.: Молодая гвардия, 1968. — 320 с. — 80 000 экз.
- Тарасов А.В. Совершеннолетние. Хоккей и хоккеисты. — 2-е изд. — М.: Молодая гвардия, 1968. — 320 с. — 75 000 экз.

### 1969 год
- Гришин Е.Р. 500 метров. — М.: Молодая гвардия, 1969. — 336 с. — 95 000 экз.
- Савинкова Л.П. Возраст красоты. — М.: Молодая гвардия, 1969. — 336 с. — 100 000 экз.

### 1970 год
- Кн. 6. Алачачян А.М. Не только о баскетболе. — М.: Молодая гвардия, 1970. — 319 с. — 74 000 экз.
  - Майоров Б.А. Я смотрю хоккей. — М.: Молодая гвардия, 1970. — 240 с. — 100 000 экз.
- Кн. 8. Латынина Л.С. Равновесие. — М.: Молодая гвардия, 1970. — 223 с. — 100 000 экз.
  - Миронова З.С. Вместо выбывшего из игры… — М.: Молодая гвардия, 1970. — 304 с. — 65 000 экз.
  - Тарасов А.В. Совершеннолетние. Хоккей и хоккеисты. — 3-е изд. — М.: Молодая гвардия, 1970. — 352 с. — 100 000 экз.

### 1971 год
- Кн. 10. Титов Ю.Е. Сумма баллов. — М.: Молодая гвардия, 1971. — 224 с. — 100 000 экз.
- Кн. 12. Иваницкий А.В. Шестое чувство. — М.: Молодая гвардия, 1971. — 95 000 экз.
- Кн. 12[1]. Бакланов Г.В. Точка опоры. — М.: Молодая гвардия, 1971. — 319 с. — 80 000 экз.
- Кн. 13. Жук С.А. ...И серебряный иней… — М.: Молодая гвардия, 1971. — 256 с. — 100 000 экз.
- Кн. 14. Галинский А.Р. Не сотвори себе кумира. — М.: Молодая гвардия, 1971. — 288 с. — 75 000 экз.
- Кн. 15. Брумель В.Н. Высота. — М.: Молодая гвардия, 1971. — 159 с. — 100 000 экз.

### 1972 год
- Кн. 16. Лонский В.А. Что вам сказать про высоту? — М.: Молодая гвардия, 1972. — 205 с. — 100 000 экз.
- Кн. 17. Воробьев А.Н. Сильные мира сего. — М.: Молодая гвардия, 1972. — 319 с. — 100 000 экз.
- Кн. 18. Дмитриева А.В. Играй в свою игру. — М.: Молодая гвардия, 1972. — 272 с. — 65 000 экз.

### 1973 год
- Кн. 19. Насибов Н.Н. Железный посыл, или Жизнь в седле… — М.: Молодая гвардия, 1973. — 223 с. — 100 000 экз.

### 1974 год
- Кн. 20. Шоцикас А.С. Четвёртый раунд. — М.: Молодая гвардия, 1974. — 224 с. — 100 000 экз.
- Кн. 21. Новиков И.А. Пять дней и вся жизнь. — М.: Молодая гвардия, 1974. — 239 с. — 100 000 экз.

### 1975 год
- Кн. 22. Болотников П.Г. Последний круг. — М.: Молодая гвардия, 1975. — 208 с. — 100 000 экз.
- Кн. 23. Емчук И.Ф., Аронов Г.Е. Одержимость. — М.: Молодая гвардия, 1975. — 192 с. — 100 000 экз.
- Кн. 24. Воронков В. И. Финишная кривая (записки школьного учителя). — М.: Молодая гвардия, 1975. — 208 с. — 65 000 экз.
- Кн. 25. Латынина Л.С. Равновесие. — 2-е изд. — М.: Молодая гвардия, 1975. — 240 с. — 65 000 экз.

### 1976 год
- Кн. 26. Воронин М.Я. Первый номер. — М.: Молодая гвардия, 1976. — 206 с. — 100 000 экз.
- Кн. 27. Манкин В.Г. Белый треугольник. — М.: Молодая гвардия, 1976. — 208 с. — 100 000 экз.
- Кн. 28. Буланчик Е.Н. Барьеры известности. — М.: Молодая гвардия, 1976. — 188 с. — 100 000 экз.
- Кн. 29. Аркадьев В.А., Любецкая Т.Л. Диалог о поединке. — М.: Молодая гвардия, 1976. — 192 с. — 100 000 экз.
  - Миронова З.С. Возвращение чемпиона. — М.: Молодая гвардия, 1976. — 192 с. — 100 000 экз.

### 1977 год
- Кн. 30. Шатаев В.Н. Категория трудности. — М.: Молодая гвардия, 1977. — 100 000 экз.
- Кн. 31. Гиссен Л.Д. Сквозь смех и слёзы чемпионов. — М.: Молодая гвардия, 1977. — 176 с. — 100 000 экз.
- Кн. 32. Гаприндашвили Н.Т. Предпочитаю риск. — М.: Молодая гвардия, 1977. — 191 с. — 100 000 экз.
- Кн. 33. Понедельник В.В. Штрафная площадка. — М.: Молодая гвардия, 1977. — 192 с. — 100 000 экз.
- Кн. 33[1]. Середина А.А. В любую погоду. — М.: Молодая гвардия, 1977. — 159 с. — 100 000 экз.
- Кн. 34. Пресс Т.Н. Цена победы. — М.: Молодая гвардия, 1977. — 176 с. — 100 000 экз.

### 1978 год
- Кн. 36. Шелешнев Л.М. Большие гонки. — М.: Молодая гвардия, 1978. — 207 с. — 100 000 экз.
  - Ботвинник М.М. К достижению цели. — М.: Молодая гвардия, 1978. — 255 с. — 75 000 экз.

### 1979 год
- Кн. 37. Егоров И.Н. Право на штурвал. — М.: Молодая гвардия, 1979. — 191 с. — 100 000 экз.
- Кн. 38. Игуменов В.М. Схватка. — М.: Молодая гвардия, 1979. — 176 с. — 100 000 экз.
  - Харламов В.Б. Три начала. — М.: Молодая гвардия, 1979. — 191 с. — 100 000 экз.

### 1980 год
- Кн. 39. Чайковская Е.А. Шесть баллов. — М.: Молодая гвардия, 1980. — 238 с. — 100 000 экз.
- Васин В.А. Прыжок. — М.: Молодая гвардия, 1980. — 176 с. — 100 000 экз.
- Воробьев А.Н. Железная игра. — М.: Молодая гвардия, 1980. — 288 с. — 100 000 экз.
- Воронин М.Я. Первый номер. — 2-е изд. — М.: Молодая гвардия, 1980. — 206 с. — 100 000 экз.
- Миронова З.С. Форвард продолжает борьбу. — М.: Молодая гвардия, 1980. — 207 с. — 100 000 экз.

### 1981 год
- Белаковский О.М. Эти настоящие парни… — М.: Молодая гвардия, 1981. — 207 с. — 75 000 экз.
- Голубничий В.С. Почему люди ходят? — М.: Молодая гвардия, 1981. — 176 с. — 100 000 экз.
- Манкин В.Г. Белый треугольник. — 2-е изд. — М.: Молодая гвардия, 1981. — 224 с. — 100 000 экз.
- Сушков М.П. Футбольный театр. — М.: Молодая гвардия, 1981. — 224 с. — 100 000 экз.

### 1982 год
- Карпов А.Е. А завтра снова в бой… — М.: Молодая гвардия, 1982. — 240 с. — 100 000 экз.
- Шатаев В.Н. Категория трудности. — 2-е изд. — М.: Молодая гвардия, 1982. — 222 с. — 100 000 экз.

### 1983 год
- Казанкина Т.В. Выбираю бег. — М.: Молодая гвардия, 1983. — 222 с. — 75 000 экз.
- Клусов Н.П., Цуркан А.А. Школа стремительного мяча. — М.: Молодая гвардия, 1983. — 127 с.
- Платонов В.А. Уравнение с шестью известными. [О мужской сборной СССР по волейболу]. — М.: Молодая гвардия, 1983. — 239 с. — 100 000 экз.

### 1984 год
- Ростовцев Д.Е. Зеркало скорости. — М.: Молодая гвардия, 1983. — 191 с. — 100 000 экз.

### 1985 год
- Гончаренко О.Г. Повесть о коньках. — М.: Молодая гвардия, 1985. — 159 с. — 100 000 экз.
- Ким Н.В. Счастливый помост. — М.: Молодая гвардия, 1985. — 160 с. — 100 000 экз.
- Тимошинин А.И. Вёсла — на воду! — М.: Молодая гвардия, 1985. — 143 с. — 90 000 экз.

### 1986 год
- Аркадьев В.А., Любецкая Т.Л. Диалог о поединке. — 2-е изд. — М.: Молодая гвардия, 1986. — 224 с. — 50 000 экз.
- Евтушенко, А.Н. С мячом в руке. — М.: Молодая гвардия, 1986. — 222 с. — 100 000 экз.
- Коноваленко, В.С. Третий период. — М.: Молодая гвардия, 1986. — 206 с. — 150 000 экз.

### 1987 год
- Бубка С.Н. Попытка в запасе. [Прыжки с шестом]. — М.: Молодая гвардия, 1987. — 157 с. — 100 000 экз.
- Растороцкий В.С. Гимнастика достойна гимнов. — М.: Молодая гвардия, 1987. — 207 с. — 100 000 экз.
- Ригерт Д.А. Благородный металл. [Рассказ гл. тренера сборной страны по тяжелой атлетике]. — М.: Молодая гвардия, 1987. — 191 с. — 100 000 экз.

### 1988 год
- Корбут О.В. Жила-была девочка… — М.: Молодая гвардия, 1988. — 173 с. — 100 000 экз. — ISBN 5-235-00021-8.

### 1989 год
- Симонян Н.П. Футбол — только ли игра? — М.: Молодая гвардия, 1989. — 287 с. — 100 000 экз. — ISBN 5-235-00463-9.